# جوش ودمان
جوش ودمان هو لاعب كرة قدم كندية كندي، ولد في 21 مارس 1992.